# Sandro Kulenović
Sandro Kulenović (Zagreb, 4. prosinca 1999.) hrvatski je nogometaš, koji trenutačno nastupa za zagrebački Dinamo. Igra na poziciji napadača.

## Klupska karijera
Rođeni Zagrepčanin, svoje prve nogometne korake započeo je sa osam godina u Dinamu. Sa 16 godina prešao je u jednu od najboljih poljskih akademija, akademiju varšavske Legije. U 2017. godini, Legia ga šalje na posudbu u talijanski Juventus.
Svoju šansu u seniorima dobio je u sezoni 2018./2019., kada je za Legiju upisao 25 nastupa uz četiri pogotka i jednu asistenciju. Naredne sezone se i nije baš naigrao, pa se odlučio za povratak u svoj matični klub, Dinamo.
Dana 2. rujna 2019. godine, Kulenović potpisuje višegodišnji ugovor sa Dinamom. Svoj prvi nastup u dresu zagrebačkog kluba, upisao je 21. rujna u porazu (1:0) od Varaždina. Nakon neuspješne sezone, u kojoj nakon teže ozljede nije uspio postići niti jedan pogodak, posuđen je Rijeci. Svoj prvi nastup u dresu kluba s Kvarnera, upisao je 24. rujna 2020. u kvalifikacijama za Europsku ligu protiv Kolosa iz Kovalivke. Prvi pogodak u dresu Rijeke, postigao je 4. listopada u ligaškoj utakmici protiv Slaven Belupa. Nakon odrađene posudbe, Rijeka nije odlučila aktivirati mogućnost otkupa ugovora ili produljenja posudbe.
Dana 31. kolovoza 2021. godine, Kulenović je poslan na novu posudbu, ovoga puta u Lokomotivu. Svoj prvi nastup u dresu Lokomotive, upisao je 12. rujna u remiju (1:1) protiv Osijeka. Prvi pogodak u dresu kluba iz Kranjčevićeve postigao je 2. listopada protiv Slaven Belupa. Dana 18. kolovoza 2023. godine, Lokomotiva je ponovno uzela Kulenovića na posudbu. Nakon samo nešto više od dva tjedna, Dinamo je odlučio povući Kulenovića sa posudbe.

## Reprezentativna karijera
Kulenović je do sada nastupao za sve mlađe uzraste reprezentacije Hrvatske. Ima pravo nastupa za reprezentaciju Bosne i Hercegovine zbog toga što korijene vuče iz Bihaća.

## Osobni život
Sandro je sin bivšeg bosanskohercegovačkog reprezentativca, Almina Kulenovića. Nogometni uzori su mu Mario Mandžukić i Fernando Torres.

## Priznanja

### Individualna
- Momčad sezone HNL-a: 2024./25.[15]

### Klupska
Legia Varšava
- Ekstraklasa (2): 2016./17., 2019./20.

Dinamo Zagreb
- 1. HNL/HNL (2): 2019./20., 2023./24.
- Hrvatski nogometni kup (1): 2023./24.

## Vanjske poveznice
- Sandro Kulenović na transfermarkt.com (engl.)
- Sandro Kulenović na soccerway.com (engl.)